# Narzole
Narzole (piemontiul: Narsòle) település Olaszországban, Piemont régióban, Cuneo megyében. Lakosainak száma 3519 fő (2023. január 1.). Narzole Barolo, Bene Vagienna, La Morra, Lequio Tanaro, Novello, Salmour és Cherasco községekkel határos.

## Népesség
A település lakossága az elmúlt években az alábbi módon változott:
| Lakosok száma | 3470 | 3490 | 3519 |
|               | 2017 | 2018 | 2023 |